# 금계 (오페라)

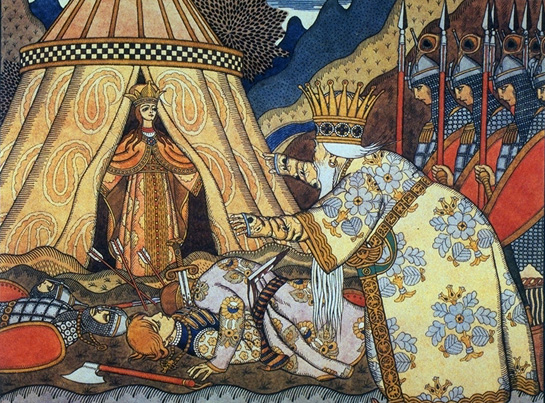
도돈 황제가 셰마하 여왕을 만나는 장면

금계(러시아어: Золотой Петушок 졸로토이 페투쇼크[*], 프랑스어: Le Coq d'Or 르 코크 도르[*])는 니콜라이 림스키코르사코프가 작곡한 서막이 있는 3막의 러시아 오페라이다. 알렉산드르 푸시킨의 1834년의 시, (The House of the Weathercock)를 기초로 발디미르 이바노비치 벨스키가 대본을 작성하였다. 이 작품은 1909년 10월 7일 모스크바의 지민 오페라단에 의해 소로도프닌코프 극장에서 초연되었다.
금계는 과거에 주로 “Le Coq d'Or”라는 제목으로 프랑스어로 불렸으나, 현재는 거의 러시아어로 불린다.

## 작품 배경
이 오페라는 러시아 정부의 검열 때문에 작곡가 생전에 초연될 수는 없었다. 이 작품의 풍자는 러일 전쟁과 제1차 러시아 혁명에서 비롯된 것이었다.

### 오페라를 쓰게 된 동기
- 원작자 알렉산드르 푸시킨
- 무대 설계자 이반 빌리빈
- 차르 니콜라이 2세
- 1905년 1차 러시아 혁명

## 등장인물
- 도돈 - 왕, 베이스
- 구이돈 - 그의 아들), 테너
- 아프론 - 그의 아들), 바리톤
- 아멜파 - 그의 시녀장), 알토
- 폴칸 - 그의 육군 장군), 베이스
- 그의 점성가, 테너
- 셰마하 - 여왕, 소프라노
- 금계(金鷄), 소프라노

## 줄거리

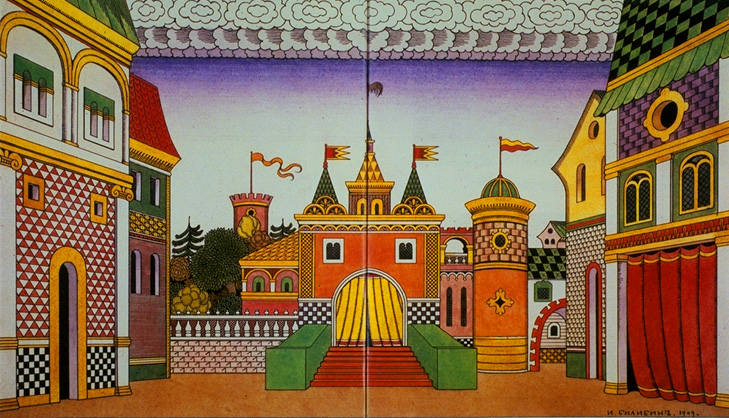
이반 빌리빈의 무대 세트

- 옛날 옛적 전설의 왕국

### 1막
- 호화스런 궁정의 회의식

### 2막
- 야산의 전쟁터

### 3막
- 도돈의 궁전 밖

## 악기 편성
- 목관악기: 피콜로, 플루트2, 오보에2, 잉글리시 호른, 클라리넷2, 베이스 클라리넷, 바순2, 콘트라바순
- 금관악기: 호른(바조)4, 트럼펫(다조)2, 콘트랄로 트럼펫(바조), 트롬본3, 튜바
- 타악기: 팀파니, 실로폰, 글로켄슈필, 작은북, 큰북, 탬버린, 트라이앵글, 심벌즈, 탐탐
- 그 밖: 첼레스타
- 현악기: 하프2, 현악 5부